# John Hawkes (författare)
John Clendennin Burne Hawkes född 17 augusti 1925 i Stamford, död 15 maj 1998 i Providence i Rhode Island, var en amerikansk författare.
Hawkes var ambulansförare i Italien och Tyskland under andra världskriget. Han är utbildad och undervisade senare vid Harvard. Han var professor i engelska vid Brown University från 1958.